# Ananthura ocellata
Ananthura ocellata — вид морських рівноногих раків родини Antheluridae.

## Поширення
Вид поширений у Тихому океані біля узбережжя Японії.